# Nasze matki, nasi ojcowie
Nasze matki, nasi ojcowie (oryg. niem. Unsere Mütter, unsere Väter, ang. Generation War) – niemiecki trzyczęściowy miniserial wojenny wyprodukowany w 2013 przez telewizję publiczną ZDF.
Po raz pierwszy został wyświetlony w Austrii i Niemczech w marcu 2013 roku, zgromadził 7 milionową widownię.

## Obsada
- Volker Bruch: Wilhelm Winter
- Tom Schilling: Friedhelm Winter
- Katharina Schüttler: Greta Müller
- Ludwig Trepte(inne języki): Viktor Goldstein
- Miriam Stein(inne języki): Charlotte
- Mark Waschke(inne języki): Dorn
- Christiane Paul(inne języki): Lilija
- Sylvester Groth(inne języki): Hiemer
- Henriette Richter-Röhl: Hildegard
- Alina Levshin: Alina, Polka z Warszawy
- Lucas Gregorowicz(inne języki): dowódca polskich partyzantów
- Adam Markiewicz: Stanisławski
- Dorka Gryllus: matka Viktora Goldsteina
- Ludwig Blochberger: Freitag

## Opis fabuły
Akcja serialu rozgrywa się podczas II wojny światowej. Piątka młodych przyjaciół w wieku od 19 do 21 lat żyje w Berlinie: Charlotte, Wilhelm, Greta, Viktor i Friedhelm. Latem 1941 spotykają się po raz ostatni, zanim wyruszą na wojnę. Bracia Wilhelm i Friedhelm zostają powołani do Wehrmachtu na front wschodni. Charlotte zgłasza się dobrowolnie do służby sanitarnej. Greta chce zostać śpiewaczką. Viktor jest w związku z Gretą, lecz jako Żyd nie widzi dla siebie przyszłości w nazistowskich Niemczech.
Przyjaciele zakładając rychłe zwycięstwo Niemiec mają zamiar spotkać się w tym samym miejscu najpóźniej na Boże Narodzenie 1941. Do zamierzonego spotkania dochodzi jednak dopiero w roku 1945, po kapitulacji III Rzeszy. Tylko troje z pięciorga przyjaciół przeżyje wojnę.

## Odbiór serialu
Produkcja zebrała zarówno pozytywne, jak i negatywne recenzje wśród niemieckich krytyków.
Filmowi zarzucano m.in., że w kontekście szczegółowego omówienia niemieckich zbrodni na Żydach na Wschodzie, polski opór przeciw niemieckim okupantom potraktowano bardzo powierzchownie, przedstawiając go przy tym jako antysemicki.
W Polsce krytyce poddano sposób przedstawienia w serialu partyzantów Armii Krajowej wykazujących się rażącym antysemityzmem (przedstawione np. w wypowiedziach członków AK, scenie pozostawienia na śmierć Żydów transportowanych w wagonach, zamiarze likwidacji, a ze względu na łaskawość dowódcy jedynie wyrzucenie z oddziału pochodzącego z Niemiec partyzanta po wyjściu na jaw, że jest on żydowskiego pochodzenia). Ten poboczny aspekt filmu podchwyciła sensacyjna prasa. Bild w artykule niemieckiego historyka Ralfa Georga Reutha „Waren deutsche Soldaten wirklich so grausam?” (pol. Czy niemieccy żołnierze byli naprawdę tacy okrutni?) postawił pytanie „Waren die polnischen Partisanen wirklich so antisemitisch?” (pol. Czy polscy partyzanci byli naprawdę tak antysemiccy?). Zaprotestowała Ambasada RP w Berlinie oraz prezes TVP Juliusz Braun. W Warszawie zorganizowano publiczny protest przed siedzibą korespondenta stacji ZDF. Protesty w Polsce zostały również zauważone i komentowane w niemieckich mediach.

### Proces cywilny przeciwko ZDF
Proces z telewizją publiczną ZDF o sceny sugerujące, że w AK powszechny był antysemityzm wygrał były żołnierz Armii Krajowej Zbigniew Radłowski.

## Emisja w Polsce
W Polsce serial wyemitowany został w dniach 17–19 czerwca 2013 na antenie TVP1. Serial zgromadził wtedy przed ekranami średnio 3,4 miliona widzów. Lektorem był Stanisław Olejniczak.

## Emisja w Wielkiej Brytanii
Serial wyemitował drugi program telewizji BBC pod zmienionym tytułem „Generation War”. W związku z tym odbyły się protesty przed siedzibą nadawcy pod hasłem „Stop Nazi Propaganda”.